# Подземка (клуб)
Подземка — музыкальный клуб в Ростове-на-Дону.

## История клуба
Клуб «Подземка» создан в декабре 2005 года. Специализируется на концертах живой альтернативной музыки. Интерьер выдержан в стиле «андеграунд». В марте 2008 года в клубе «Подземка» рабочего района Сельмаш Ростова-на-Дону состоялся Первый фестиваль пролетарской молодёжной музыки.
23 января 2010 года на сцене клуба «Подземка» состоялся первый концерт созданной Дмитрием Келешьяном группы «Хуже, чем дети».

## Адрес
Ростов-на-Дону, пр. Сельмаш, 3.